# 전자책 단말기

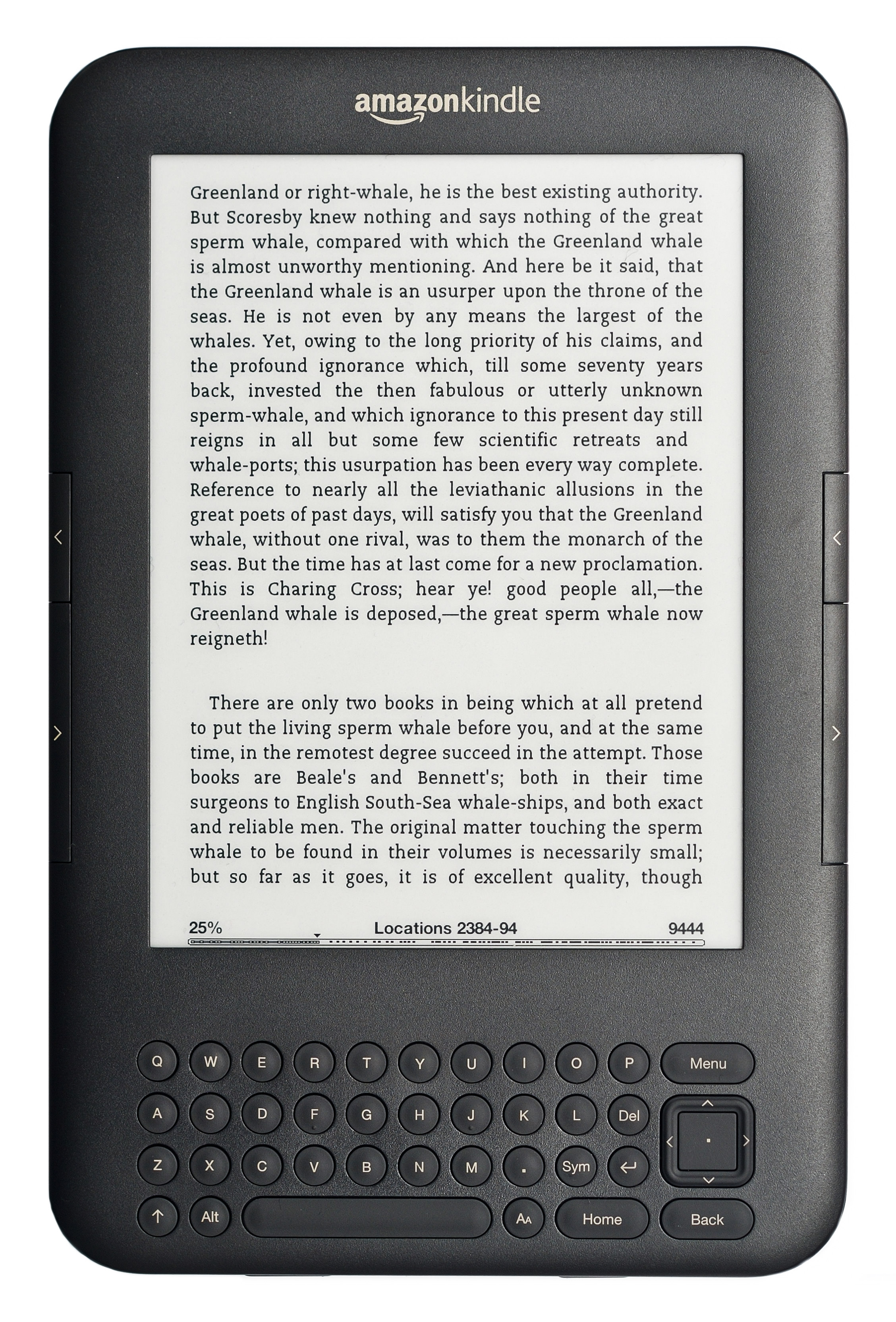
아마존 킨들 3

전자책 단말기(영어: e-reader, e-book reader, e-book device)는 전자책을 볼 수 있는 전용 단말 (장치) 및 전자 도서 데이터를 표시하는 전용 소프트웨어이다. 광의로 말하면 전자 사전도 전자 북리더의 일부로 볼 수 있다.

## 역사
로켓 이북(Rocket eBook)이 최초의 상용 전자책 단말기이며 그 밖의 다른 여러 잔말기들은 1998년 즈음에 선보였으나 폭넓게 수용되지는 못했다.

## 국내 출시 기기

### 리디북스
1. 리디북스 페이퍼
2. 리디북스 페이퍼 프로